# David Bogdanović
David Bogdanović (Slavonski Brod 11. svibnja 1869. – Zagreb, 7. ožujka 1944.) hrvatski književni povjesničar.

## Životopis
Bogdanović se rodio u Slavonskom Brodu, gdje je pohađao pučku školu, 1876. – 1881., gimnaziju je pohađao u Požegi. Na Filozofskom fakultetu u Zagrebu studirao je slavistiku i klasičnu filologiju. Pisao je članke o slovnici. Bogdanović je autor triju knjiga Pregled književnosti hrvatske i srpske (1914., 1918.), koje su doživjele tri izdanja, 1914., 1916. te 1933.